# Pithomyces chartarum
Espèce
Synonymes
- Piricauda chartarum (Berk. & M.A. Curtis) R.T. Moore[2]
- Sporidesmium bakeri Syd. & P. Syd.[2]
- Sporidesmium chartarum Berk. & M.A. Curtis[2]

Pithomyces chartarum (synonyme : Pseudopithomyces chartarum) est une espèce de champignons ascomycètes de la famille des Didymosphaeriaceae, originaire des régions tropicales et tempérées chaudes.
Lorsqu'il se développe sur des plantes, en particulier les graminées,  Pithomyces chartarum produit une mycotoxine, la sporidesmine.
La présence de cette toxine dans les fourrages provoque chez les ovins une maladie connue sous le nom d'eczéma facial, qui est particulièrement problématique dans les régions d'élevage intensif du mouton, comme la Nouvelle-Zélande. Les effets de Phytomyces chartarum sur la santé humaine ne sont pas connus.